# Whiskey in the Jar
Whiskey in the Jar je irska narodna pjesma. U Irskoj postoje mnoge inačice ove pjesme koju su obradili irski narodni glazbenici a poznata je inačica sastava, The Dubliners.
Whiskey in the Jar su obradili i neki rock sastavi, a vjerojatno najpoznatije obrade su napravili sastav Thin Lizzy 1973., na čelu s Philom Lynottom na albumu Vagabonds of the Western World, a i sastav Metallica je napravio obradu ove verzije, iako s tvrđim zvukom, i nagrađen je Grammyjem 2000. u kategoriji najbolja hard rock izvedba. 

## Tradicionalni tekst
Najpoznatija je inačica pjesme koja počinje ovako:
As I was going over the far famed Kerry mountains

I met with Captain Farrell, and his money he was counting. 

I first produced my pistol, and I then produced my rapier.

Sayin' stand and deliver, for I am a bold deceiver,

Refren:

Mush-a ring dum-a do dum-a da

Whack for my daddy-o

Whack for my daddy-o

There's whiskey in the jar